# Warren megye (Tennessee)
Warren megye az Amerikai Egyesült Államokban, azon belül Tennessee államban található. Megyeszékhelye és legnagyobb városa McMinnville. Lakosainak száma 40 953 fő (2020. április 1.). Warren megye Sequatchie, Van Buren, White, DeKalb, Cannon, Coffee és Grundy megyékkel határos.

## Népesség
A megye népességének változása:
| Lakosok száma | 39 867 | 39 930 | 39 835 | 39 965 | 40 435 | 40 953 |
|               | 2010   | 2011   | 2012   | 2013   | 2015   | 2020   |